# Comuna Næstved
Næstved (Næstved Kommune) este o comună din regiunea Sjælland, Danemarca, cu o suprafață totală de 678,56 km².